# 非利士人
非利士人（希伯來語：‎，羅馬化：Plišt'īm，羅馬化：Phulistieím），天主教譯名為培肋舍特人，又譯腓力斯丁人、菲力斯丁人，是居住在迦南南部海岸的古民族，其領土位於今日加薩走廊及以北一帶，並在後來的文獻中被稱為「非利士地」。非利士人的起源，現代考古學認為與希臘之南愛琴海的邁錫尼文化的早期有文化聯結。在非利士人留下任何文字資料之前，他們已採用迦南當地的文化和語言。非利士語的辭匯中，有許多證據證明他們起源於印歐語系。

## 語源學
英語的非利士人一詞來源於古法語「Philistin」，法語又來源於拉丁語「Philistinus」，拉丁語又來源於希臘語「Philistinoi」，希臘語又來源於希伯來語「P'lishtim」（參見撒母耳記上17章26-36節，撒母耳記下1章20節；士師記14章3節）。「people of P'lesheth」（「Philistia」）；比較：阿卡德語：「Palastu」，埃及語「Palusata」；這個詞可能是這個民族的自稱。 
聖經學者通常將這個詞追溯到其閃族根源「p-l-sh」（希伯來語：‎），意為「分開、經歷、蜂擁而來，覆蓋或侵略」，這個名稱可能意為「移民」或「侵略者」
艾伦·琼斯認為非利士人這個名稱是希臘語「phyle histia」的變體（「爐邊的部落」，愛奧尼亞拼法為「hestia」）。他進而認為可能是他們將爐子引進黎凡特地區。這是由於他在非利士遺址找到了使用爐子的考古學證據以前。

## 歷史
如果非利士人被確定為「海上民族」之一（見下述「起源」部分），那佔領迦南發生在埃及第二十王朝的拉美西斯三世統治期間（前1180年代—前1150年代），可能是他們的海洋知識，使得他們對於腓尼基人非常重要。
在埃及，有一個稱為「Peleset」（或「prst」）的民族，通常認為他們就是非利士人，出現在拉美西斯三世的題字Medinet Habu中，其中記述他對海洋民族的勝利，以及拉美西斯四世統治時所寫的拉美西斯三世統治的概述。19世紀的聖經學者將非利士人之地（「Philistia」）等同於亞述碑刻中的「Palastu」和「Pilista」。
非利士人征服了沿著迦南西南部沿海帶狀地區的5座城市：迦萨、亞實基倫、亞實突、以革倫和迦特，那裡直到埃及第十九王朝結束（結束於西元前1185年）都屬於古埃及。聖經中參孫、撒母耳、掃羅和大衛的故事都涉及了大量的非利士人與以色列人衝突。非利士人長期壟斷了鍛造鐵的技術（他們可能在征服安納托利亞期間獲得），聖經中描寫的歌利亞的裝甲就是利用了這些鍛造鐵的技術。
這些部落組成強有力的同盟，抵抗希伯來人的頻繁侵入。這兩個民族之間進行著幾乎始終處於戰爭狀態。非利士人的城邑由君長們（סְרָנִים、seranim）所統治，他們為了共同利益而一起行動，唯未留下明白的文獻資料，不清楚他們對於「國家」的定義到何種程度。他們在被希伯來人的國王大衛王擊敗之後，「國王」這職稱取代了「seranim」管理各城。其中有一些國王稱為亞比米勒，早先這只是個人的名字，後來成為朝代名。 
西元前732年，非利士人被新亞述帝國的提格拉特帕拉沙尔三世征服，喪失獨立，此後的歷次反叛均被鎮壓。最終，迦勒底人的新巴比倫帝国國王尼布甲尼撒二世征服了猶大王國和整個敘利亞，前非利士人城市成為新巴比倫王國的疆土。在這時期以後，非利士人就很少出現。不過，以西結書25章16節、撒迦利亞書9章6節和马加比一书第三章還提到了非利士人，表明他們在巴比倫征服之後仍然作為一個民族存在。最後，非利士人作為一個民族的所有痕跡都消失了。後來這些城市先後處於波斯帝國、猶太人（哈斯蒙尼王朝）、马其顿帝国与塞琉古帝国、羅馬共和國等帝國的控制之下。

## 非利士人的起源
圣经有清楚的非利士人起源的记载：
歷代志上 1:12 (CNV)
帕斯魯細人、迦斯路希人和迦斐託人；從迦斐託而出的有非利士人。
創世記 10:14 (CNV)
帕斯魯細人、迦斯路希人和迦斐託人；從迦斐託出來的有非利士人。
迦斐託是麦西的第五个儿子，麦西是含的二儿子，含是诺亚的二儿子，含的大部分后代是分布在从埃及开始的非洲区域，这个是圣经诗篇里面确认的内容，旧约时代的埃及，含的后裔。注意非利士人周围的其他称为迦南七族的迦南人，他们是含的小儿子迦南的后代。
大多數學者都同意，非利士人並非巴勒斯坦地區的土著。聖經中大約有250處涉及到非利士人或非利士地，並再三說到他們是「未受割禮的」，與閃族不同，例如以色列人在出埃及之後遭遇的迦南人（撒母耳記上17章26、36節，撒母耳記下1章20節，士師記14章3節）。
有人認為非利士人是偉大的海軍同盟「海上民族」的一部分，在西元前12世紀初，他們從在克里特島和愛琴海島嶼的家鄉來到地中海海岸，在埃及第十九王朝後期一再攻擊埃及。儘管拉美西斯三世最終擊退了他們，但是他又重新安置了他們，重建起迦南的沿海城鎮。
哈里斯大紙莎草詳細敘述了拉美西斯三世統治時期的成就。他簡短地敍述了8年戰役的成果，擊敗了海上民族。拉美西斯將俘虜的海上民族帶回埃及，他「將他們安置在以他的名字命名的要塞。我對他們所有人徵稅，每年從倉庫和穀倉收取衣服和糧食。」一些學者認為很可能這些要塞就是迦南南部的防禦城鎮，並且最終成為非利士人的5座城市（Pentapolis）（Redford 1992, p. 289）。伊斯雷爾·芬克尔斯坦認為非利士人城市遭到洗劫25-50年後，又被非利士人收復。很可能在這期間的初期，非利士人居住在埃及，直到拉美西斯三世統治的衰落的後期，他們才被允許回到非利士地。

### 考古學
通過在亞實突、亞實基倫、以革倫和萨菲（可能就是迦特）的考古發掘，弄清了邁錫尼文明與非利士文明之間的聯繫，5座非利士人城市中的4座位於迦南。第5座城市是加沙。特別顯著的是，早期的非利士人陶器，就是愛琴海邁錫尼青銅文化陶器的當地版本，用褐色或黑色進行裝飾。後來在鐵器時代發展為獨特的非利士陶器，用黑色或紅色裝飾。特別讓人感興趣的是一個結構精良的大型建築，面積有240平方公尺，在以革倫發現的。牆很厚，足以支撐第二層。由精緻的入口進入一個大廳，一部份被一排圓柱支撐的屋頂所覆蓋。在大廳的地板上有鋪著鵝卵石的圓形爐子，如同典型的邁錫尼中央大廳。有一個發現是3個小青銅輪子和8個輪輻，這樣的輪子在這一時期的愛琴海地區用作攜帶型的祭台，因此可以假定該建築是用於宗教儀式。進一步的證據是關於以革倫的碑刻PYGN或PYTN，有人認為是指古代邁錫尼一位女神的稱號「Potnia」。在亞實基倫、以革倫和迦特的發掘找到了狗和豬的骨骼，顯示它們是被屠宰的，意味著這些動物是居民的食物構成的一部份。

### 皮發斯基族
希腊人曾用过一个名字稱呼希臘和愛琴海的早期居民──皮發斯基，但這個名字和非利士人之間並沒有建立明確的聯繫。該理論認為海上民族包括說希臘語的部落甚至進一步假設，非利士人起源於安納托利亞西部或者希臘半島。

### 非利士語
有一些證據支持非利士人起源於印歐語系的民族的假設。聖經中許多與非利士人有關的詞語都不是閃族的。

### 聖經記載

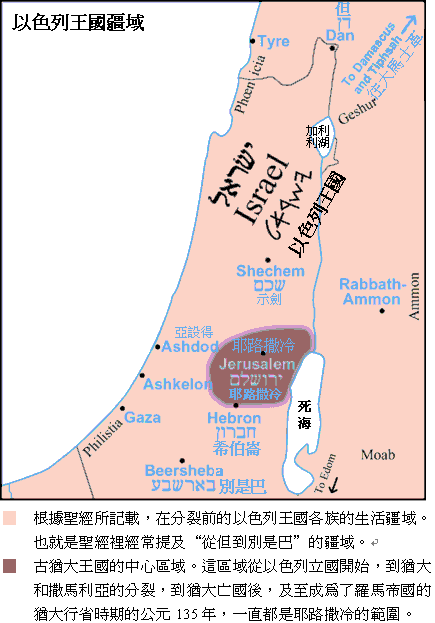
按照聖經的地圖，顯示非利士地和加沙、亞實突等城市的位置

西元前830年前後的迦南南部地圖。
猶大王國
以色列王國
非利士城邦
腓尼基城邦
亞捫王國
以東王國
亞蘭-大馬士革王國
阿拉美亚部落
阿鲁布部落
纳巴图部落
亞述帝國
摩押王國

希伯來的傳統記載在創世記10章14節，那裡說到，「非利士人」（פְּלִשְׁתִּים，/pəlištim/）出自於「迦斯路希人」（פַּתְרֻסִים），而「迦斯路希人」又源於含的兒子麥西（מִצְרַיִם，埃及）。當以色列人定居在猶大高地時，非利士人居住在地中海東部海岸的「Pelesheth」（希伯來語：פְּלֶשֶׁת，/pəléšet/或/pəlášet/）。
大袞是非利士人的眾神之首。
在《阿摩司書》中，說到非利士人起源於迦斐讬：「耶和華說，以色列人哪，我豈不看你們如古實人麼？我豈不是領以色列人從埃及地上來，領非利士人從迦斐讬出來，領亞蘭人從吉珥出來麼？」。後來，在前7世紀，《耶利米書》也說到他們與迦斐讬的聯繫：「原來耶和華必毀滅非利士人，就是迦斐讬海島餘剩的人。」。學者們認為迦斐讬是賽普勒斯、克里特島或地中海東部的其他地點。

### 赫梯起源说
在土耳其Tell Tayinat遗址和叙利亚阿勒颇，考古学家发现了一个被称为帕里斯丁的新赫梯王国，存在于前12世纪至前10世纪的土耳其、叙利亚交界地区，所在地受到爱琴海文明的影响。其名称Palistin与非利士的埃及语、希伯来语名称相近，因此有人提出“非利士”的名字可能来源于一批从爱琴海地区迁移至此的居民。

## 其他用法
- 19世紀和20世紀初的英國作家有時將巴勒斯坦阿拉伯人稱為「非利士人」（Philistines）。這顯然並非由於相信他們與古代非利士人的聯繫，而只是反映過去認為「非利士人」就是「巴勒斯坦土著」的傳統觀點。巴勒斯坦在阿拉伯語中稱為「فلسطين」，讀作「Falasṭīn」，源於拉丁語「Palaestina」。
- 在英语中有philistine一词指俗气的人即源于非利士人。

## 參條條目
- 摩押人
- 亚扪人
- 以東人
- 阿拉米人（即亞蘭人）
- 士師記
- 非利士文化博物馆